# 大花红淡比
大花红淡比（学名：Cleyera japonica var. wallichiana）为山茶科红淡比属下的一个变种。

## 扩展阅读
- 維基物種上的相關：大花红淡比